# سانی امانوئل
سانی امانوئل (انگلیسی: Sani Emmanuel؛ زادهٔ ۲۳ دسامبر ۱۹۹۲) بازیکن فوتبال اهل نیجریه است.
از باشگاه‌هایی که در آن بازی کرده‌است می‌توان به باشگاه فوتبال لاتزیو، باشگاه فوتبال سالرنیتانا، باشگاه فوتبال بیتار اورشلیم، و باشگاه فوتبال سارایوو اشاره کرد.